# Рибарници Звъничево
„Рибарници Звъничево“ е защитена зона от екологичната мрежа на Европейския съюз Натура 2000 (BG0002069) по Директивата за птиците, която припокрива част от защитена зона „Река Марица“ по Директивата за местообитанията. Управлението на защитената зона се осъществява от Регионална инспекция по околната среда и водите – Пазарджик и Басейнова дирекция „Източнобеломорски район“ в Пловдив. Представлява комплекс от рибарници и малки басейни, разположени на двата бряга на река Марица.
През 2005 г. Рибарници Звъничево са обявени за орнитологично важно място от Бърдлайф Интернешънъл.

## География
Рибарниците са разположени на запад от Пазарджик, между реките Марица и Тополница. Защитената зона попада в землищата на селата Бошуля, Величково, Юнаците, Драгор, Мокрище, Звъничево и Ковачево.

## Растителност
Различните басейни на рибарниците са обрасли между 36 и 65% с водолюбива растителност обикновена тръстика (Phragmites australis), езерен камъш (Scirpus lacustris), триръбест камъш (Scirpus triqueter) и морски болбосхьонус (Bolbochoenus maritimus). Част от водното огледало на водните басейни е заето от воден орех (Trapa natans), жабешка водянка (Hydrocharis morsus-ranae), плаваща лейка (Salvinia natans), плаващ роголистник (Ceratophyllum demersum) и представители на семейство Ръждавецови. Бреговете на река Марица са обрасли с крайречни гори от бяла върба (Salix Alba) и крехка върба (Salix Fragilis), черна топола (Populus nigra) и бяла топола (Populus alba) и черна елша (Alnus glutinosa).

## Животински свят
В защитената зона се срещат 96 вида птици, от които 24 са включени в Червената книга на България, а 3 вида са световно застрашени. Рибарници Звъничево са подходящи местообитания за 27 вида птици, за които се изискват специални мерки за опазване. Това е едно от най-важните места в България за опазване на белобузата рибарка и белооката потапница. Мястото е от значение по време на миграцията и през зимата за много видове водолюбиви птици. Рибарниците са подходящо място за хранене на световнозастрашения малък корморан през зимата. Защитената зона е от световно значение за голямата бяла чапла. По време на миграция се наблюдава сив жерав.
Предмет на опазване в Рибарници Звъничево са къдроглав пеликан (Pelecanus crispus), голям воден бик (Botaurus stellaris), малък сокол (Falco columbarius), земеродно рибарче (Alcedo atthis), малък корморан (Phalacrocorax pygmeus), сирийски пъстър кълвач (Dendrocopos syriacus), бойник (Philomachus pugnax), малка бяла чапла (Egretta garzetta), кокилобегач (Himantopus himantopus), нощна чапла (Nycticorax nycticorax), гривеста чапла (Ardeola ralloides), малък воден бик (Ixobrychus minutus), голяма бяла чапла (Egretta alba), ливаден блатар (Circus pygargus), полски блатар (Circus cyaneus), тръстиков блатар (Circus aeruginosus), белоока потапница (Aythya nyroca), поен лебед (Cygnus cygnus), бял щъркел (Ciconia ciconia), черен щъркел (Ciconia nigra), белобуза рибарка (Chlidonias hybridus), сив жерав (Grus grus), обикновена калугерица (Vanellus vanellus), зеленоглава патица (Anas platyrhynchos), сива гъска (Anser anser), лиска (Fulica atra), голям корморан (Phalacrocorax carbo), голяма белочела гъска (Anser albifrons), зимно бърне (Anas crecca), обикновен мишелов (Buteo buteo), средна бекасина (Gallinago gallinago), черноопашат крайбрежен бекас (Limosa limosa), малък червеноног водобегач (Tringa totanus), жълтокрака чайка (Larus cachinnans), късокрил кюкавец (Actitis hypoleucos), фиш (Anas penelope), лятно бърне (Anas querquedula), сива чапла (Ardea cinerea), ням лебед (Cygnus olor), качулата потапница (Aythya fuligula), малък гмурец (Tachybaptus ruficollis), голям горски водобегач (Tringa ochropus), кафявоглава потапница (Aythya ferina), голям червеноног водобегач (Tringa erythropus), речен дъждосвирец (Charadrius dubius), крещалец (Rallus aquaticus), червеногуш гмурец (Podiceps grisegena), голям гмурец (Podiceps cristatus), речна чайка (Larus ridibundus), зеленоножка (Gallinula chloropus), черношипа ветрушка (Falco tinnunculus).

## Цели за опазване
Включването на Рибарници Звъничево в екологичната мрежа Натура 2000 има за цел:
- Запазване на площта на природните местообитания и местообитанията на видове и техните популации, предмет на опазване в рамките на защитената зона;
- Запазване на естественото състояние на природните местообитания и местообитанията на видове, предмет на опазване в рамките на защитената зона, включително и на естествения за тези местообитания видов състав, характерни видове и условия на средата;
- Възстановяване при необходимост на площта и естественото състояние на приоритетни природни местообитания и местообитания на видове, както и на популации на видовете, предмет на опазване в рамките на защитената зона.[3]